# Rubikova kostka
Rubikova kostka je mechanický hlavolam, ve své původní podobě tvořený krychlí složenou z dílčích barevných krychliček, jehož úkolem je rotacemi přeuspořádat jednotlivé dílčí části tak, aby každá strana celého tělesa byla obarvena jen jednou barvou. V atypických variantách se jedná o hranoly, které nejsou krychlemi, jehlany, mnohostěny a další tělesa.
Kostka formátu 3×3×3 se stala hitem na přelomu 70. a 80. let 20. století, kdy byla vyráběna v milionových sériích a stala se nejprodávanějším produktem na Zemi. Vynalezl ji maďarský sochař a architekt Ernő Rubik 19. května 1974, patent podal 30. ledna 1975.

## Terminologie
Kvádrové modely se označují primárně třemi přirozenými čísly oddělenými znakem „×“, kde každé z čísel vyjadřuje počet jednotlivých krychliček na jiné straně kostky; nejsou-li čísla stejná, obvyklejší je vzestupné řazení (kupř. „3×4×4“). Neortodoxní varianty nemají snadno předvídatelné značení; zpravidla má každá svůj obchodní název, jehož vazba na tvar kostky je pochybná, nebo vůbec žádná.
Pokud jde o stav kostky, české názvosloví je takové, že kostka v takovém uspořádání, že na každé stěně se nachází právě jedna barva, je složená, zatímco kostku nevyhovující této podmínce označujeme přívlastkem zamíchaná. Proces transformace tělesa z zamíchaného do složeného stavu pak nazýváme skládáním, či řešením.

## Charakteristika základní verze
Nejběžnějším typem kostky je model 3×3×3. Tento má tři vrstvy, které dohromady tvoří 26 krychliček — 8 rohů (corners), 12 hran (edges), 6 středů (centres) — a jádro. Každá z krychliček je nositelem jedné, dvou nebo tří jednobarevných nálepek, přičemž dohromady je na celém tělese zastoupeno tolik barev, kolik stěn má krychle, tedy šest. Počet barev na krychličce je dán jejím umístěním na tělese — na rohové krychličce se nachází tři nálepky, na hranové dvě a na středové jedna.
Celá soustava je propojena pohyblivým mechanismem, který umožňuje kteroukoli vrstvu pootočit o libovolný celočíselný násobek pravého úhlu. Středy jsou jako jediné z částí nepohyblivé, tzn. zaujímají vůči sobě stále stejnou polohu. Barva středu tím pádem určuje, jaká má být výsledná barva celé stěny tento střed obsahující.
Celkový počet kombinací (permutací) pro kostku 3×3×3 je 43 252 003 274 489 856 000.

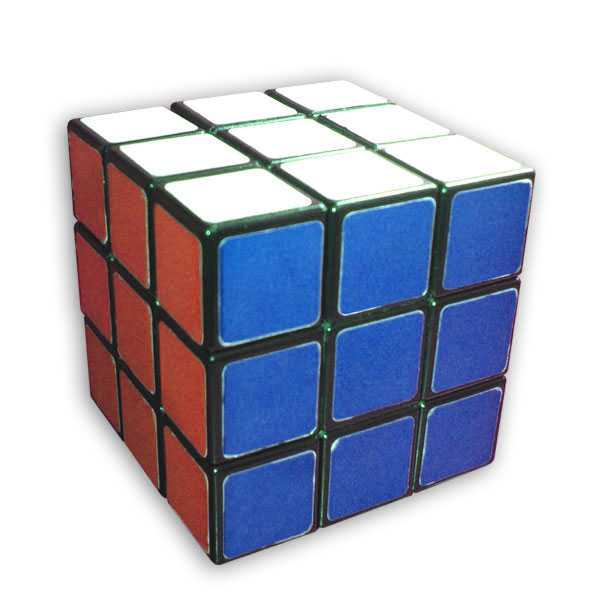
Složená Rubikova kostka
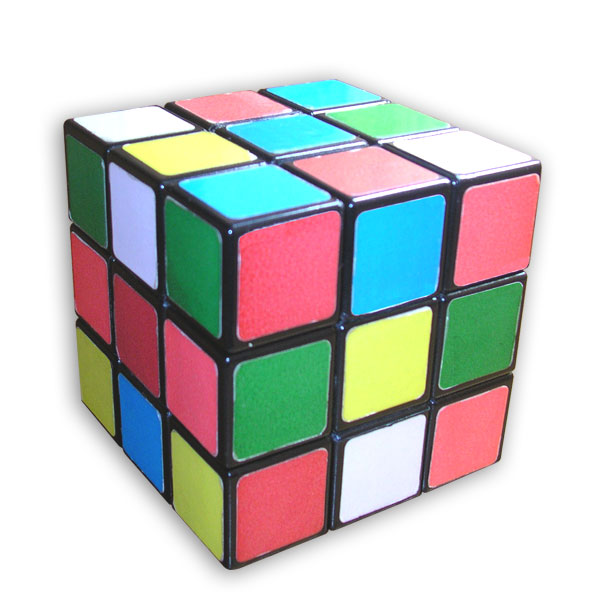
Zamíchaná Rubikova kostka
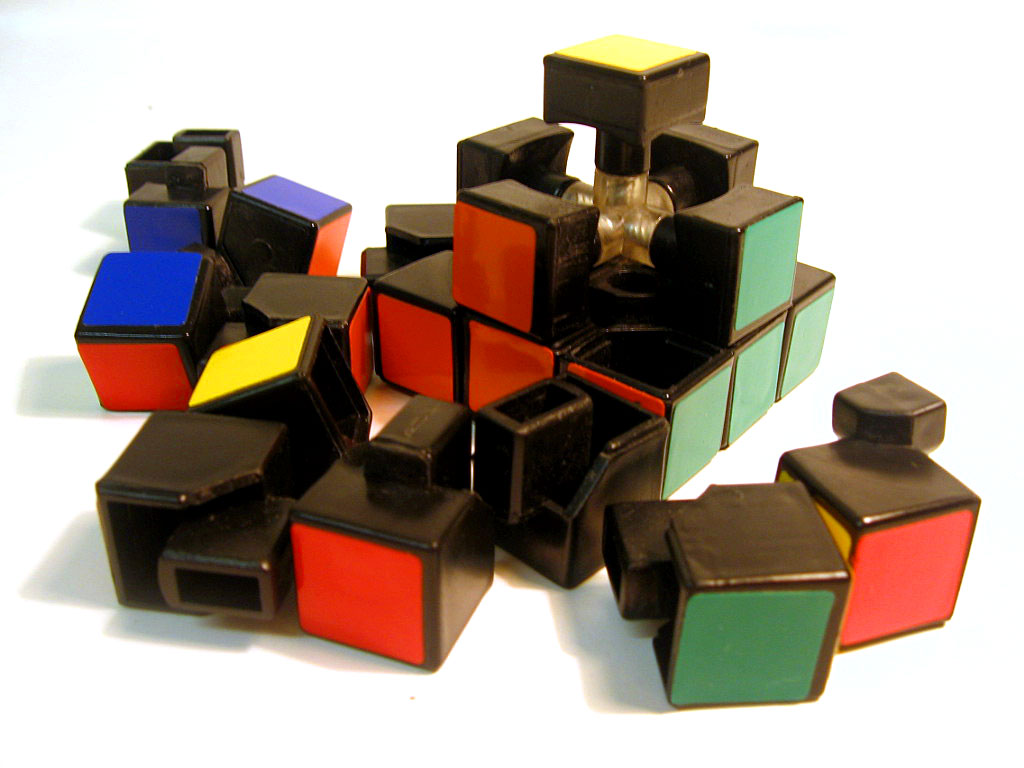
Rozložená Rubikova kostka

## Varianty hlavolamu
Princip verze 3×3×3 byl aplikován na větší i menší rozměry, načež se na trh dostaly typy 2×2×2, 4×4×4, 5×5×5, 6×6×6 a 7×7×7. Dále došlo k opuštění krychlového tělesa, což demonstrují např. hlavolamy Megaminx, Pyraminx nebo Square-1. Konečně existují také tzv. siamské kostky, jež vznikly spojením více jiných kostek — původních i odvozených.
Českým patentem je kostka Square One, alternativně, zejména v České republice, označovaná Square 21.

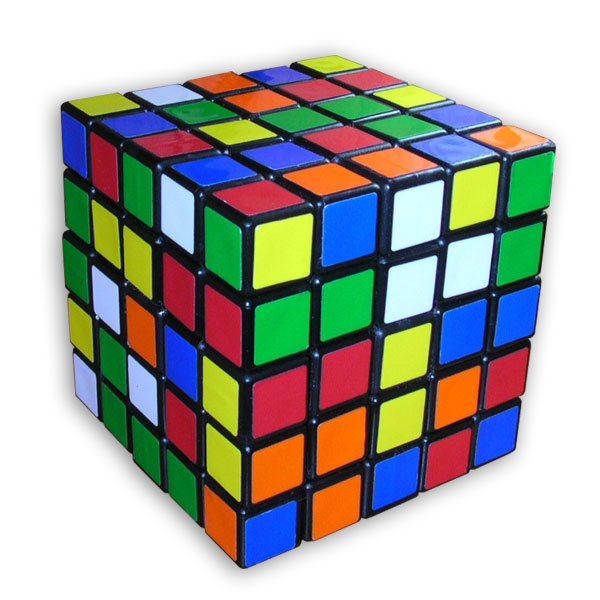
Rozmíchaná kostka ve variantě 5×5×5
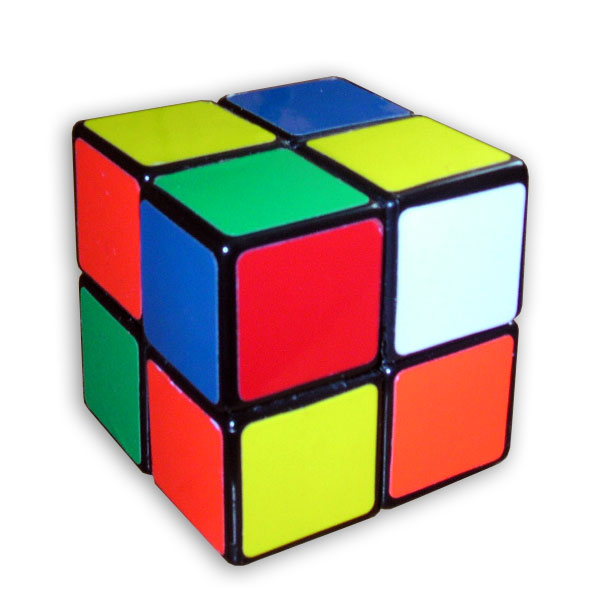
Rozmíchaná kostka ve verzi 2×2×2
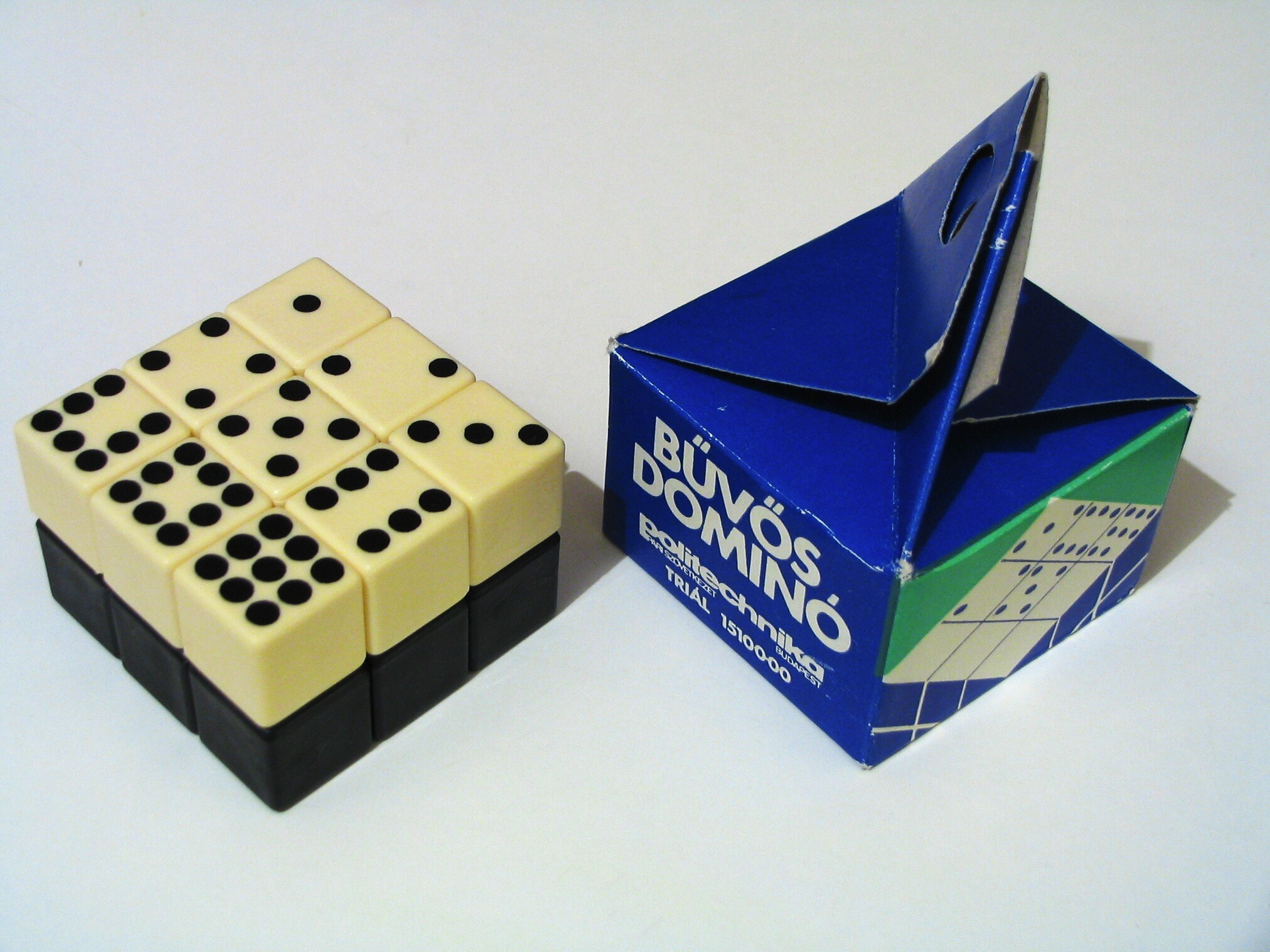
Rubikovo domino
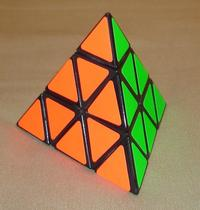
Atypický tvar Rubikovy kostky, zvaný Pyraminx, ve složené podobě
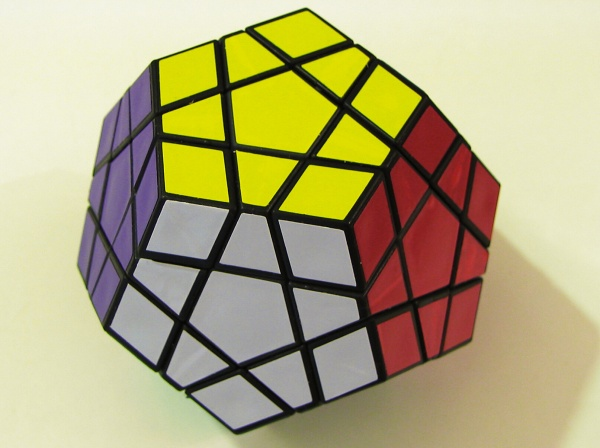
Megaminx — dvanáctistěn
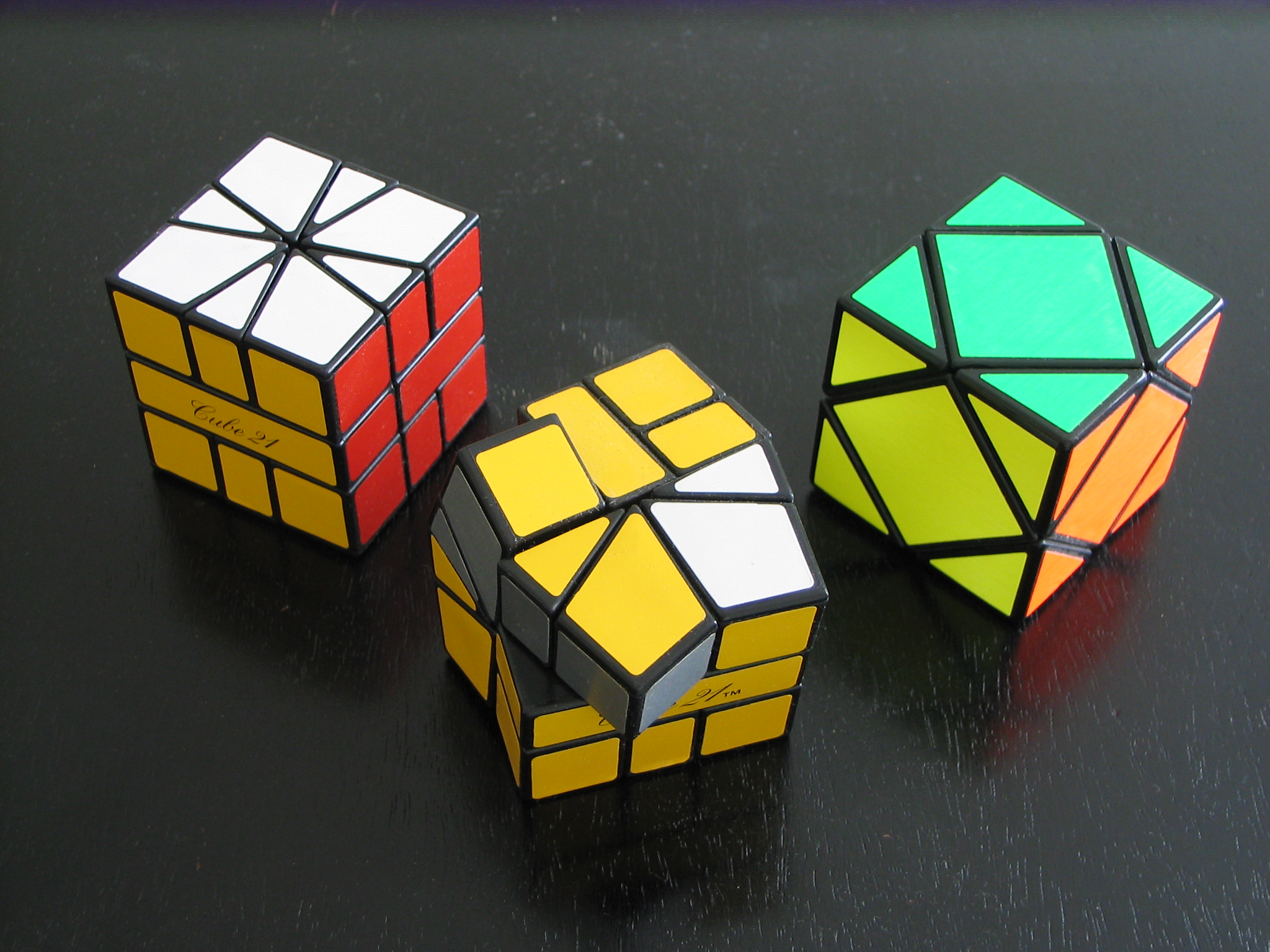
Vlevo typ Square One (Cube 21) ve složené podobě, uprostřed v rozházené, vpravo model Skewb
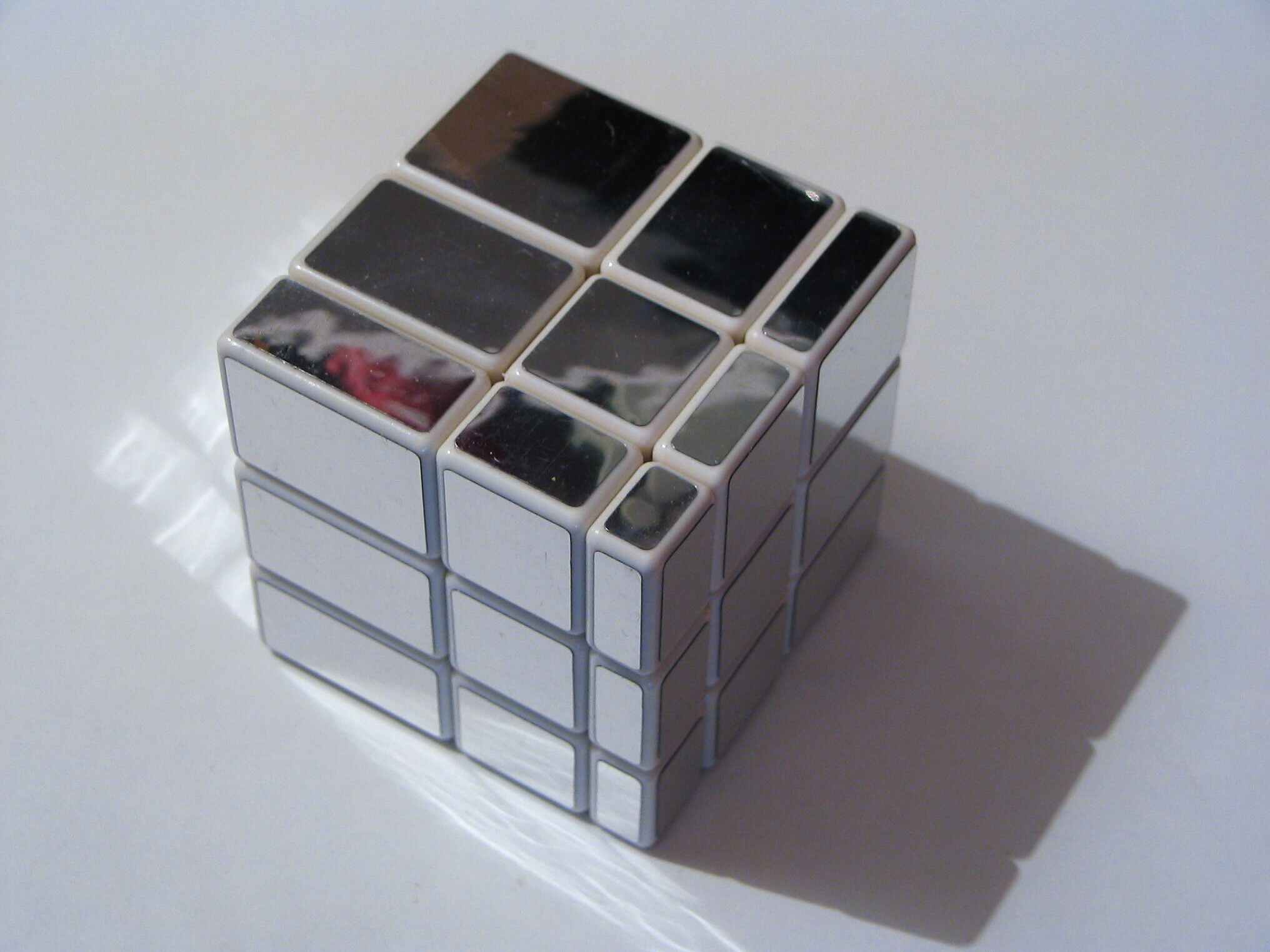
Vyosená varianta Rubikovy kostky (Skládáte tvar namísto barev) — model Mirror Block
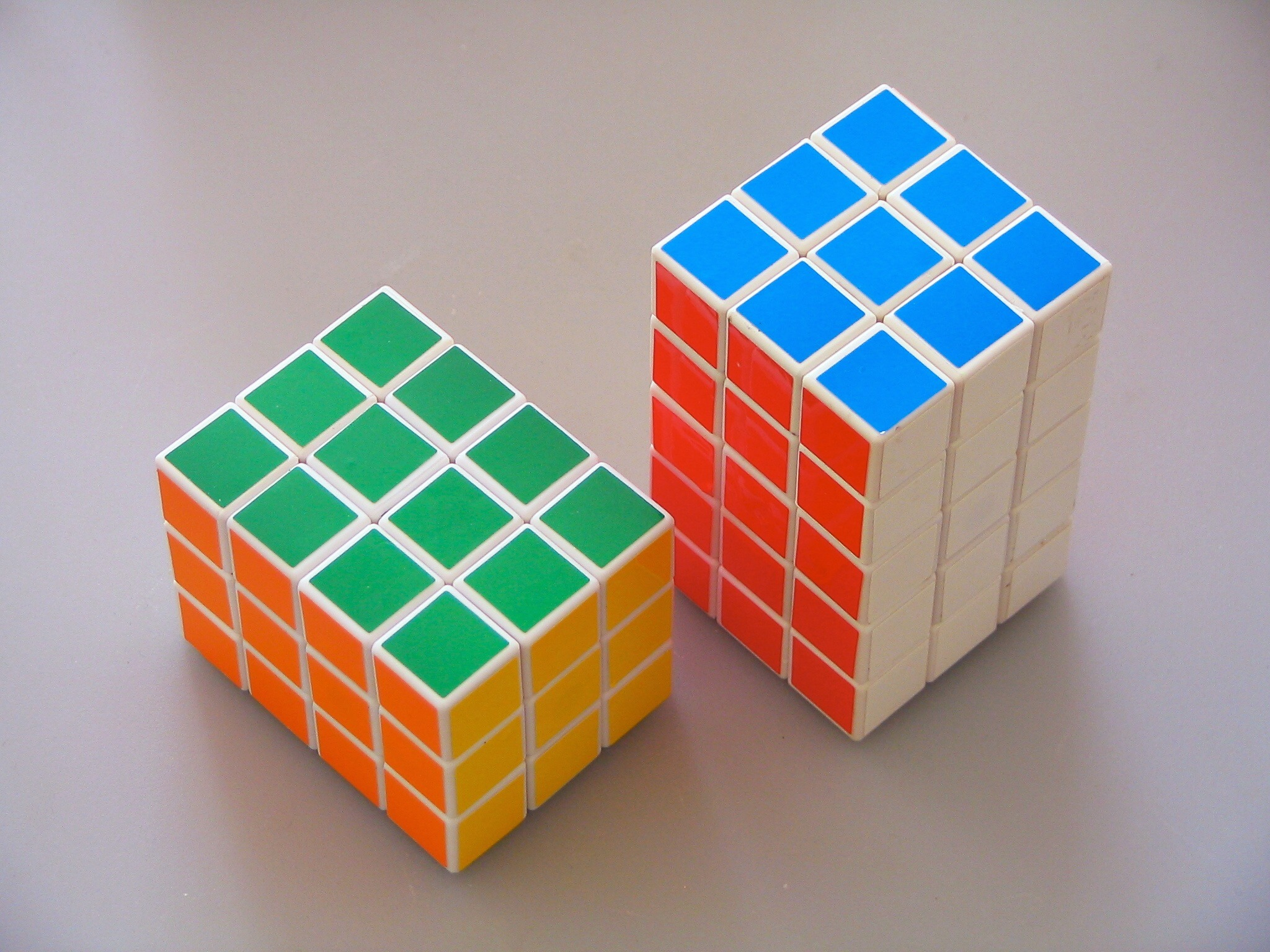
Typy 3×3×4 (vlevo) a 3×3×5 (vpravo)

## Řešení
Rubikovu kostku lze řešit mnoha způsoby. Existuje mnoho systematických metod, díky kterým kostku vyřeší i laik. Postupy se liší především průměrným počtem tahů potřebných na složení, principem a množstvím různých algoritmů, které je potřeba si zapamatovat.
Nejznámější metoda spočívá ve skládání jedné vrstvy po druhé (Beginner layer by layer). Další známé a používané metody jsou např. tzv. CFOP (Jessica Fridrich's method), Lars Petrus method, Zborovski-Bruchem method či corners first; jejich společným jmenovatelem je to, že byly vyvinuty pro rychlé skládání kostky, tzv. speedcubing, popř. skládání kostky na co nejmenší počet tahů.
V červenci 2010 bylo hrubou výpočetní silou (s různými optimalizacemi) dokázáno, že jakoukoliv kombinaci lze vyřešit do 20 tahů.
Roku 2025 byla kostka roboticky složena za 0,103 sekundy.

## Speedcubing

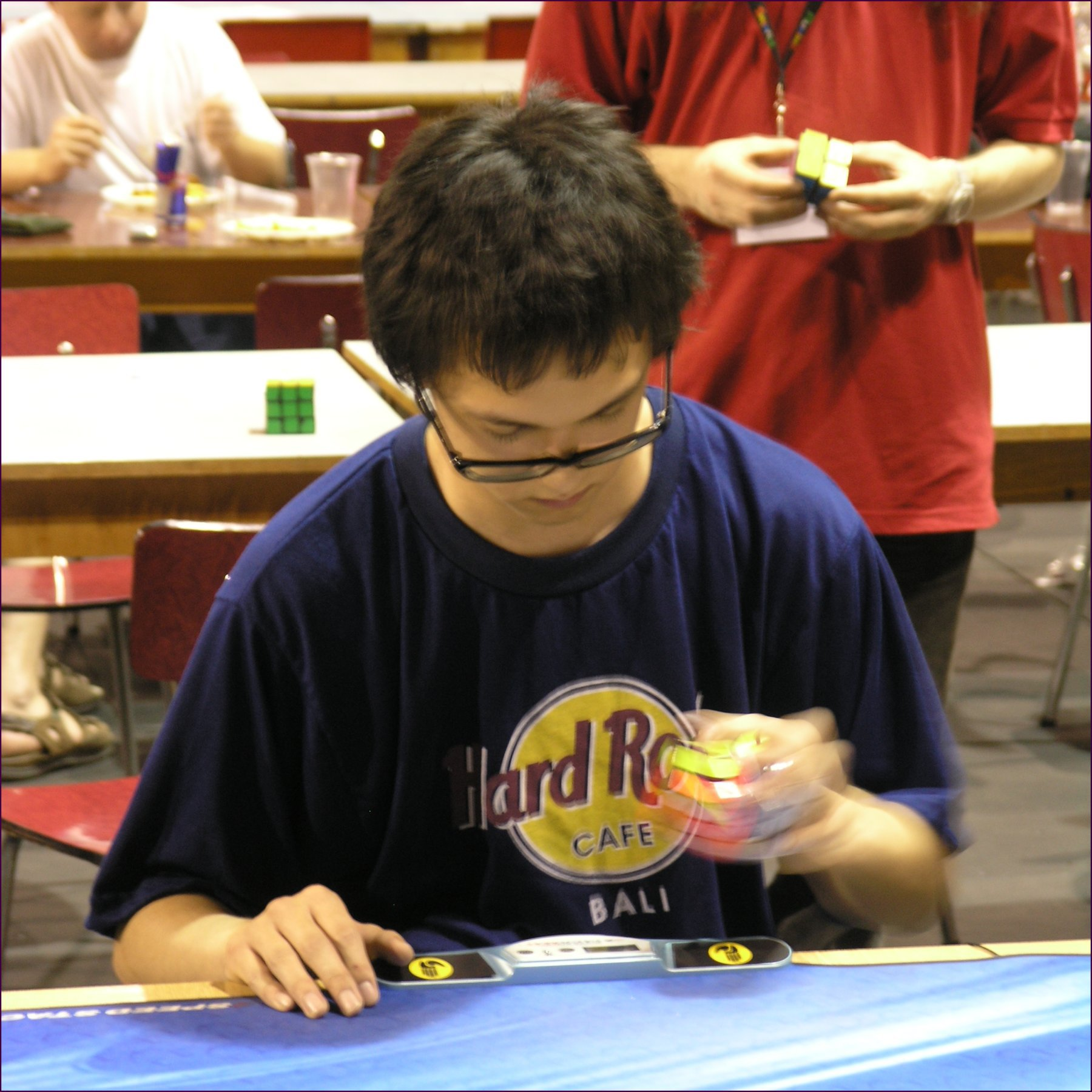
Speedcubing — skládání Rubikovy kostky co nejrychleji

Pojem speedcubing označuje systém soutěžení ve skládání Rubikovy kostky a příbuzných hlavolamů. Jak název napovídá, jde především o soutěže v co nejrychlejším složení, ve druhé řadě potom o složení v co nejmenším počtu tahů, nicméně populární je též zápolení ve skládání poslepu, kde se závodí i ve složení co největšího počtu kostek, a zřídka se na soutěžích objevuje také skládání jen jednou rukou. V minulosti se soutěžilo i v disciplíně skládání nohama. Co se týče soutěžních instrumentů, nejčastěji se soutěží s kostkami 2×2×2, 3×3×3, 4×4×4, 5×5×5, 6×6×6 a 7×7×7.
Hraje-li se na rychlost, praxe bývá taková, že každý soutěžící úkol splní pětkrát a jako jeho výsledek se započítá aritmetický průměr tří jeho průměrných časů (nejlepší a nejhorší čas se ignorují). Běžné časy ve variantě 3×3×3 klesají pod 10 s, což disciplínu činí divácky atraktivní, nicméně rozšířením kostky na 4×4×4 počet nutných tahů dramaticky stoupá, a s ním pochopitelně i časy.
Disciplíny, v nichž v průběhu sledování účastník soutěže kostku nemůže pozorovat (tzv. BLD), mívají to pravidlo, že čas se spouští v momentě, kdy si soutěžící kostku začne prohlížet, přičemž oficiální soutěže pořádané WCA (World Cube Association) se vyznačují tím, že čas přidělený na prohlédnutí kostky před zahájením skládání je konstantní, a sice 15 s.

### Metody skládání ve speedcubingu
Nejznámější klasické metody skládání kostky nejsou pro speedcubing příliš vhodné, protože na složení je potřeba poměrně vysoký počet tahů. Byly proto vynalezeny jiné metody, které počet tahů redukují, a tím složení zrychlují. Dalším důležitým faktorem je, aby potřebné tahy byly na kostce rychle vidět, a snížil se tak čas potřebný na promyšlení dalšího kroku.
Naprostá většina metod se snaží určitým způsobem složit první dvě vrstvy kostky. Složením třetí vrstvy se od sebe metody už poté neliší. Výjimku v tomto případě tvoří např. metoda corners first („nejdříve rohy“) nebo tzv. roux method.
Nejpoužívanější metody:
- CFOP (Cross, First 2 layers, Orientation of the last layer, Permutation of the last layer) – je metoda založena Jessicou Fridrichovou. Spočívá ve vytvoření tzv. kříže (čtyř správně umístěných a natočených hran jedné vrstvy), po jehož sestavení se společně umísťuje jak roh této vrstvy, tak jemu příslušné hrany ze střední vrstvy. Tímto způsobem se složí první dvě řady. Poslední patro se skládá zpravidla dvěma kroky, orientováním poslední vrstvy (na straně je jedna barva, kostky jsou proházeny) a následným proházením, čímž se složí zbytek kostky. Tato metoda je v současné době mezi speedcubery nejpoužívanější.
- Zborowski-Bruchem method (ZB method) — obdoba metody Fridrich, kde se ovšem při umístění posledního rohu a hrany prvních dvou vrstev správně natočí hrany poslední vrstvy. Metoda je velmi těžká na učení; na zvládnutí celé metody je totiž potřeba zapamatovat si téměř 800 různých algoritmů.
- Zbigniew Zborowski method (ZZ method) — v první fázi se všechny hrany správně orientují a vytvoří se na spodní straně linie. Poté na složení prvních dvou vrstev stačí pohyby pravé, levé a vrchní strany, proto je možné tento krok dokončit velmi rychle. Poslední krok je stejný jako u metody Fridrich, ovšem díky správné orientaci hran je méně alternativ pro poslední patro (stačí orientovat jenom rohy).
- Lars Petrus method — spočívá ve vytvoření tzv. pracovního rohu (bloku 2×2×2), který se v dalším kroku rozšíří na 2×3×2, poté se zorientují zbylé hrany a následně se rozšíří na 3×3×2 (tzn. dosložení do prvních dvou vrstev). Výhodou této metody je, že ze všech zmíněných potřebuje na složení nejméně tahů. Je u ní ovšem větší problém kroky vidět dopředu a neztrácet tolik času prohlížením kostky a plánováním dalšího kroku. Metoda je vhodná pro disciplíny, v nichž je cílem složit kostku v co nejmenším počtu tahů.
- Corners first (Ortega) — nejdříve se složí všech 8 rohů, poté hrany nejprve v jedné vrstvě, pak v protější a nakonec se jedním algoritmem umístí a zároveň správně otočí hrany ve vrstvě střední. Tato metoda tedy na rozdíl od výše zmíněných neprochází stavem složení dvou řad.
- Roux — metoda založená na tzv. „blockbuildingu“ — v prvním kroku se libovolným způsobem vytvoří blok 1×2×3, obvykle na levé straně kostky, ve druhém kroku je pak třeba vytvořit stejný blok na protější straně (při zachování prvního bloku). Následuje orientace a permutace rohů horní vrstvy pomocí naučených algoritmů. Poslední krok, ve kterém se skládá zbylých 6 hran, je rozdělen do tří částí (orientace hran, složení 2 bočních hran, permutace posledních 4 hran) — tento krok je velice těžký na pochopení, zato však velmi efektivní (používají se pouze tahy horní a prostřední vrstvou). Tato metoda vyžaduje méně tahů na jedno složení než ostatní metody, nicméně vyžaduje hodně přemýšlení dopředu, což její celkovou rychlost snižuje.

K tak rychlému složení, od jakého je možné slibovat si úspěch v soutěžích, je vedle velké dávky motorického nadání pro provádění správných kroků ve vysoké rychlosti nezbytné se naučit velké množství různých algoritmů, zejména pro složení poslední vrstvy. V případě metody Fridrich, která je mezi speedcubery nejvíce oblíbená a uznávaná, se jedná o 78, metoda Roux v tomto ohledu znamená počet 42. Průměrný počet tahů napříč těmito algoritmy je cca 10.
Všech algoritmů potřebných pro složení poslední vrstvy v jednom kroku je 1 211, což je vzhledem k možnostem lidské paměti příliš velké číslo, a tak se na špičkové úrovni v metodách, kde už jsou hrany horní vrstvy správně natočeny z kroků předtím jen jedním krokem, poslední vrstva řeší ve dvou krocích.
Pro rychlé skládání poslepu se používají úplně jiné metody, ve kterých se používají algoritmy přemísťující jen několik málo kostek na správná místa. Důležitým prvkem pro rychlé skládání poslepu je především schopnost rychle si zapamatovat počáteční rozložení kostky.

### Další metody skládání
Výše uvedené metody pro speedcubing mají nevýhodu, že obsahují poměrně velké množství algoritmů, které je nutné se naučit provádět. To nemusí být vždy vhodné pro řešitele, kteří nejsou orientováni na rychlost. Existují i metody, které umožňují kostku složit bez znalosti algoritmů, případně s využitím krátkých a lehkých algoritmů.
- Heisseho metoda je metoda, která spočívá v budování bloků, které vede ke složení dvou pater minus jeden pár. Poté se orientují a složí hrany. Zbylých pět rohů se vyřeší zpravidla ve dvou krocích použitím komutátorů, jednoduchých jednoúčelových postupů pro vzájemné prohození vždy tří rohů. Výhodou metody je, že není nutné se učit žádné algoritmy, stačí se naučit práci s komutátory. Metoda je vhodná pro složení kostky s použitím minimálního množství tahů.
- HTA metoda je metoda, která spočívá v postupném redukování tahů nutných ke složení kostky. Například po dokončení prvního kroku je kostka složitelná bez čtvrtotoček přední a zadní stranou. Tím je složení snazší. Před finálním složením je kostka ve stavu, kdy je složitelná bez čtvrtotoček kteroukoliv stranou a její složení je zpravidla triviální.

## Rekordy
| Typ                           | Čas (min:s) | Rok rekordu | Držitel rekordu         |
| ----------------------------- | ----------- | ----------- | ----------------------- |
| 2×2×2                         | 0:0.43      | 2023        | Teodor Zajder           |
| 2×2×2 — průměr                | 0:0.88      | 2024        | Yiheng Wang (王艺衡)    |
| 3×3×3                         | 0:03.05     | 2025        | Xuanyi Geng (耿暄一)    |
| 3×3×3 — průměr                | 0:03.91     | 2025        | Yiheng Wang (王艺衡)    |
| 4×4×4                         | 0:15.71     | 2024        | Max Park                |
| 4×4×4 — průměr                | 0:19.17     | 2025        | Tymon Kolasiński        |
| 5×5×5                         | 0:30.45     | 2024        | Tymon Kolasiński        |
| 5×5×5 — průměr                | 0:34.76     | 2024        | Max Park                |
| 6×6×6                         | 0:57.69     | 2025        | Max Park                |
| 6×6×6 — průměr                | 1:05.66     | 2024        | Max Park                |
| 7×7×7                         | 1:34.15     | 2024        | Max Park                |
| 7×7×7 — průměr                | 1:39.68     | 2024        | Max Park                |
| Pyraminx                      | 0:0.73      | 2023        | Simon Kellum            |
| Pyraminx — průměr             | 0:01.15     | 2024        | Sebastian Lee           |
| Megaminx                      | 0:22.89     | 2025        | Aidan Grainger          |
| Megaminx — průměr             | 0:25.36     | 2025        | Timofei Tarasenko       |
| Skewb                         | 0:0.75      | 2024        | Carter Kucala           |
| Skewb — průměr                | 0:01.37     | 2025        | Ignacy Samselski        |
| Square-1                      | 0:03.41     | 2024        | Ryan Pilat              |
| Square-1 — průměr             | 0:04.63     | 2025        | Sameer Aggarwal         |
| Clock                         | 0:01.64     | 2025        | Volodymyr Kapustianskyi |
| Clock — průměr                | 0:02.28     | 2025        | Lachlan Gibson          |
| 3×3×3 — poslepu               | 0:12.00     | 2024        | Tommy Cherry            |
| 3×3×3 — poslepu — průměr      | 0:14.05     | 2024        | Tommy Cherry            |
| 3×3×3 — jednou rukou          | 0:05.66     | 2024        | Dhruva Sai Meruva       |
| 3×3×3 — jednou rukou — průměr | 0:07.72     | 2025        | Luke Garrett            |
| 4×4×4 — poslepu               | 0:51.96     | 2023        | Stanley Chapel          |
| 4×4×4 — poslepu — průměr      | 0:59.39     | 2025        | Stanley Chapel          |
| 5×5×5 — poslepu               | 2:03.33     | 2025        | Stanley Chapel          |
| 5×5×5 — poslepu — průměr      | 2:27.63     | 2019        | Stanley Chapel          |

| Typ                               | Výkon              | Držitel rekordu   |
| --------------------------------- | ------------------ | ----------------- |
| 3×3×3 — nejméně tahů              | 16 tahů            | Sebastiano Tronto |
| 3×3×3 — nejméně tahů — průměr     | 19,67 tahu         | Radomil Baran     |
| 3×3×3 — hromadné skládání poslepu | 63/66 kostek 59:50 | Rowe Hessler      |

## V populární kultuře

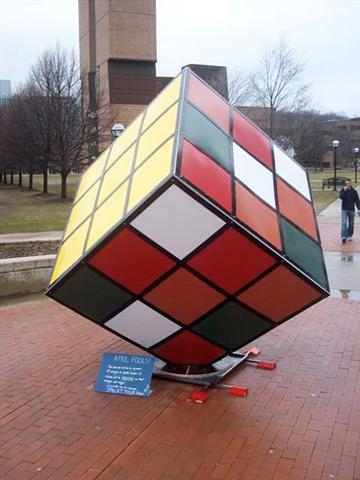
Velká Rubikova kostka v kampusu University of Michigan

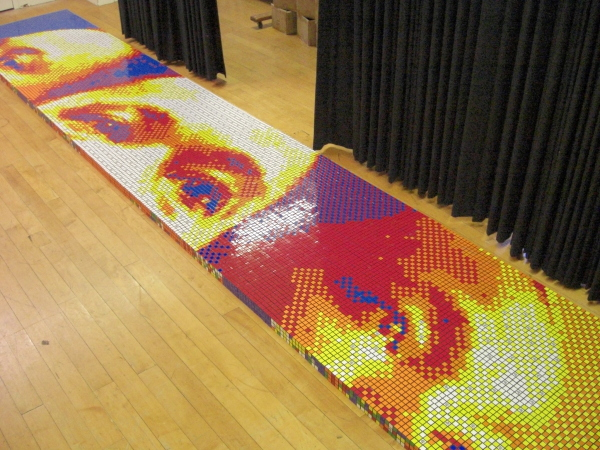
Ukázka Rubikova kubismu — Pete Fecteau: Dream Big

Rubikova kostka se objevila v mnoha filmech:
- 3 Idiots
- Armageddon
- Brick
- Dude
- Holiday: A Soldier Is Never Off Duty
- Chameleon Street
- Karthik Calling Karthik
- Let Me In
- Let the Right One In
- My Name is Khan
- Nói the Albino
- Snowden
- The Pursuit of Happyness
- There's Something About Mary
- WALL-E
- Where's My Car?
- Spider-Man Into the Spider-Verse

Kostka sehrála roli rovněž v několika seriálech:
- Doctor Who
- Everybody Hates Chris
- Show Jerryho Seinfelda
- The Carrie Diaries
- The Fresh Prince of Bel-Air
- The Simpsons
- The Big Bang Theory

Ve filmech a seriálech se kostka typicky vyskytuje v kontextu spojujícím inteligenci určité postavy s její schopností kostku rychle složit, resp. frustrací z neschopnosti ji složit (And The Band Played On, Being John Malkovich, Hellboy, The Wedding Singer, UHF). V České republice na stejné téma – frustrace z nesložení kostky – nazpíval písničku Rubikova kostka interpret Karel Zich.
Existuje i tzv. „Rubikův kubismus“, spočívající ve skládání velkého obrazu z rastru Rubikových kostek.